# Goyazia petraea
Goyazia petraea är en tvåhjärtbladig växtart som först beskrevs av Sylvia Mabel Phillips, och fick sitt nu gällande namn av Wiehler. Goyazia petraea ingår i släktet Goyazia och familjen Gesneriaceae. Inga underarter finns listade i Catalogue of Life.